# 巴魯克計畫
巴鲁克計畫（英語：Baruch Plan），是美国在1946年6月第一次会议期间提交给联合国原子能委员会（UNAEC）的一项提案。該案基於艾奇遜-利連索爾報告，由伯纳德·巴鲁克撰写。美国、英国和加拿大呼吁成立一个国际機構来规范核能。杜鲁门总统要求副国务卿艾奇逊和利連索爾制定相關計畫。出於担憂巴魯克計畫会保持美国的核垄断地位，苏联拒绝了巴魯克計畫。計畫的失敗意味著冷战核军备竞赛的开始。

## 內容
計畫中，美国同意，在所有其他国家承诺不生产原子武器且同意建立包含监测、看管和制裁等的检查制度的条件下，銷毀手上的核子武器并转让核技术。该計畫还提议，由一個国际原子能发展的權威機構垄断铀、钍的开采、精炼、拥有，以及建造和运营核电站；在此機構下，推動核技術的國際化。该機構將隸屬於联合国原子能委员会。 简而言之，该計畫建议：
1. 在和平的目的上，擴大各國交流核技術的基本科學資訊
2. 在確保僅限於和平目的，推動核能的利用
3. 消滅核武器軍備，及其他大規模殺傷武器；並
4. 通过视察等方式建立有效的監管措施，以保护遵守計畫的国家免受侵犯和規避計畫造成的風险。

在向联合国介绍該計畫时，巴鲁克说：
我們在這裏就生與死作出抉擇。這是我們的職責。在新的原子時代，黑暗的不祥之兆背後存在著希望：如果人們抱著信念抓住這希望，那麼它就能拯救我們；假如我們失敗了，那麼我們就會使每個人淪為恐怖的奴隸。我們切莫欺騙自己了：我們必須在世界和平與世界毀滅之間作出抉擇。

## 迴響
基於联合国由美国及其盟国主导，蘇聯不能相信聯合國能以公平的方式運用核子武器，因此蘇聯拒绝了巴鲁克計畫，并提出了一个對立提案。苏联的對立提案坚持美国要先銷毀自己的核武器，然后才考虑任何关于控制和检查制度的提案。
在1949年蘇聯成为核大国之后，特别是1953年史達林去世之后，蘇聯对軍備限制產生興趣。然而但苏联如何接受国际检查一直是个棘手的问题，導致许多核军备限制的尝试停滞不前。最關鍵的是，巴鲁克計畫建議，联合国安理会的常任理事国都不能否决惩罚違反計畫者的决定。由于檢查和看管方面的困难，以及斯大林发展核武的野心，巴鲁克計畫和苏联對立提案間的谈判在联合国原子能委员会停擺到1948年。在谈判过程中，苏联快速推进自己的原子弹計畫，而美国也继续开发和生产自己軍備。随着計畫的失败，在两国核军备竞赛中，美蘇都开始加速武器开发、创新、生产和测试。
1940年代至1950年代初，罗素呼籲限制核武器以避免全面核战争。在巴鲁克計畫提出之際，羅素還感到充满希望。1948年末，羅素還建议“补救办法可能是美国威胁蘇聯若不接受核裁军便開戰。”后来，他认为巴鲁克計畫不太好，因为“国会坚持要插入一些俄國人不会接受的条款”。 羅素在1961年的作品《人類還有未來嗎？》描述巴魯克計畫雖有很有優點，但因史達林俄國的自負而告吹。
萊夫勒等学者质疑巴鲁克計畫是否是实现全球核控制合作的最好的方案。 在重新审视核军备限制與核能國際化的過程中，巴鲁克計畫仍被认为是历史上的关键时刻。 哲学家尼克2014年的著作《超智慧：出現途徑、可能危機，與我們的因應對策》中，引用了巴鲁克計畫作为論證的一部分，即未来利用具備策略優勢的超级智能建立良性的全球统一。 :89

## 历史意义
戴维·S·佩因特、梅尔文·莱夫勒和詹姆斯·卡罗尔等学者质疑巴鲁克计划是否是实现核控制全球合作的合法努力。巴鲁克计划经常被认为是推动核电国际化或重新审视核军备控制的历史上的关键时刻。 在哲学家尼克·博斯特罗姆 (Nick Bostrom) 2014 年的著作《超级智能：路径、危险、策略》中，他引用了巴鲁克计划作为论点的一部分，即拥有超级智能并获得足够战略优势的未来大国将利用它来建立良性的“单一个体”或全球形式。 统一。 